# Cap Camarat
Le cap Camarat est un cap qui se situe dans le sud de la presqu'île de Saint-Tropez dans le Var. Il fait partie de la commune de Ramatuelle.

## Histoire
Il n'y a que très peu de traces d'occupations humaines, avant l'époque napoléonienne, avec le renforcement de la défense costière du Var. Durant la Seconde Guerre Mondiale, les troupes allemandes ont occupé ses zones de défenses, en y implantant un blockhaus, ainsi que le phare et le sémaphore. Au début des années 1950, une société civile immobilière rachète partiellement des terrains sur le Cap, dans le but de les lotir. La forte opposition des habitants de Ramatuelle mettra fin aux diverses tentatives. La société civile immobilière revendra ses terrains au Conservatoire du Littoral en 1977.

## Aménagements

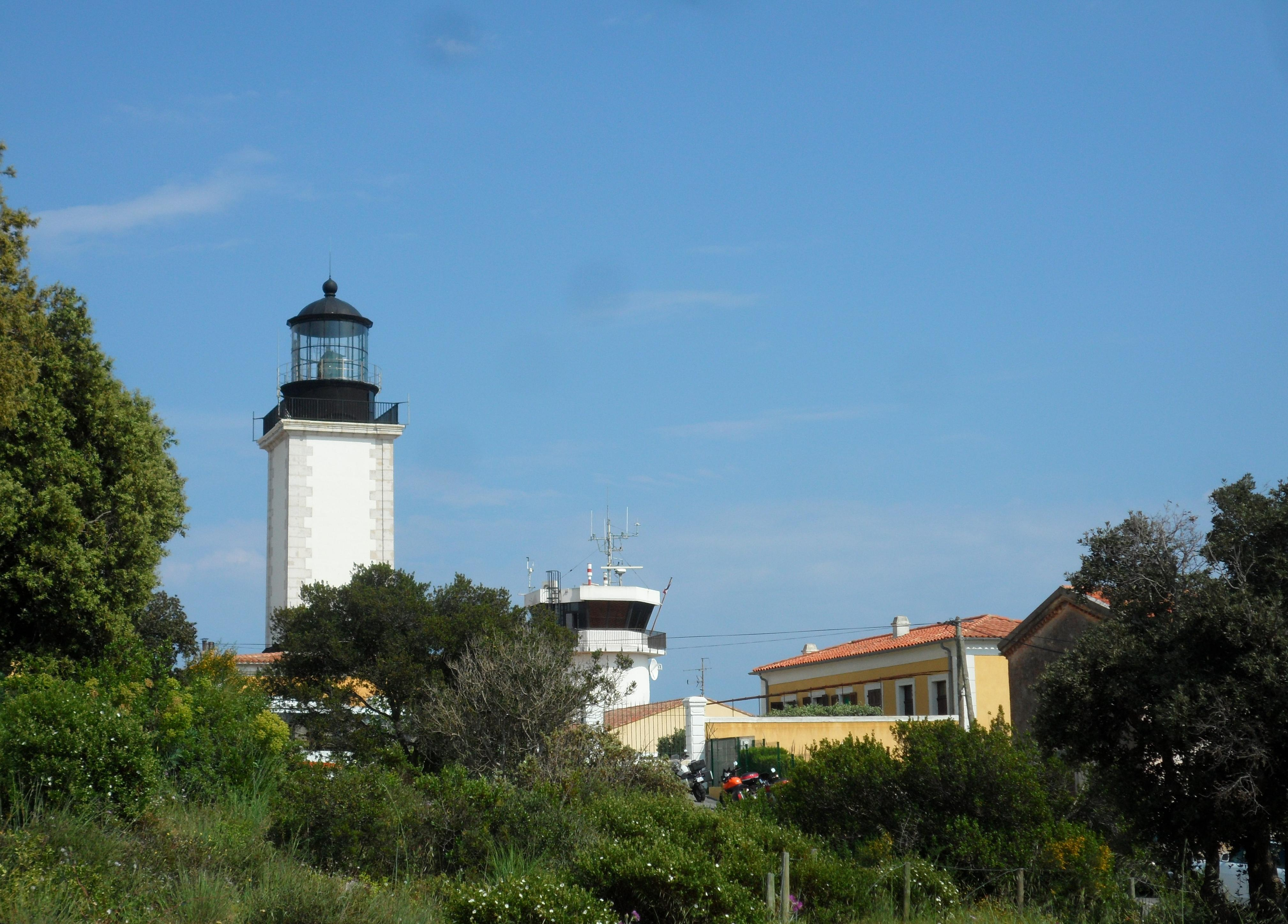
Phare de Camarat

Le phare de Camarat de 129,80 m est l'un des plus hauts de France par rapport au niveau de la mer et a une portée lumineuse de 60 km. Mis en service en 1831, il fut électrifié après la Seconde Guerre mondiale et entièrement automatisé en 1977. Il est inscrit au titre des monuments historiques, depuis le 19 septembre 2012,. Le sémaphore du Cap Camarat jouxte le phare. Il fut construit entre 1861 et 1863, puis réaménagé en 1967, en y ajoutant une cabine de veille. Il est géré par la Marine nationale. Le bâtiment est inscrit à l'inventaire complémentaire des monuments historiques,.
À l'entrée ouest du Cap de Camarat, le village du Merlier a été bâti par le groupe d'architectes l'Atelier de Montrouge, conjointement avec l'architecte Louis Arretche, entre 1958 et 1965. Une étude de protection a été diligentée en novembre 2000 par la DRAC de Provence-Alpes-Côte d'Azur dans le cadre des labels « Patrimoine du XXe siècle ».

## Milieu naturel

### Faune
De nombreuses espèces de reptiles sont présentes sur le cap, comme les certaines variétés de lézards, les couleuvres, ou les tortues d'Hermann. La zone étant en bord de mer, les oiseaux marins, comme le fou de bassan y côtoient les faucons pèlerins, plus campagnards.

### Flore
La flore du cap est composée principalement de chênes lièges, et d'arbustes, tel que l'arbousier. Dans la partie littoral, sont présents des espèces comme la Barbe de Jupiter et la Isoètes de Durieu, deux espèces protégées sur le plan national.

### Protection
En raison de la richesse de la flore et de la faune, le site regroupant les caps Camarat, Lardier et Taillat fait l'objet de mesures de protection du Conservatoire du littoral. La zone protégée s'étend sur 49 hectares. La gestion du site est conjointe entre le Conservatoire des Espaces Naturels de la Région Provence-Alpes-Côte d'Azur et la commune de Ramatuelle, ayant pour but : la lutte contre les incendies, la réhabilitation des paysages du site, la canalisation et la sensibilisation du public, par la fermeture de certaines zones au public, et par l'information.

## En savoir plus